# Lothar Richter (Fußballspieler, 1935)
Lothar Richter (* 15. November 1935) ist ein ehemaliger deutscher Fußballtorwart. 1959 spielte er mit der BSG Chemie Zeitz in der DDR-Oberliga, der höchsten Spielklasse im DDR-Fußball.

## Sportliche Laufbahn
Im Herbst 1955 wurde in allen Spielklassen des DDR-Fußballs eine Übergangsrunde ausgetragen, die der Umstellung des Spielplans auf das Kalenderjahr diente. In den 13 Runden der zweitklassigen DDR-Liga tauchte bei der Betriebssportgemeinschaft (BSG) Chemie Zeitz erstmals der damals knapp 19-jährige Torwart Lothar Richter mit vier Einsätzen im höherklassigen Ligabetrieb auf. In der zum ersten Mal im Kalenderjahr-Rhythmus durchgeführten DDR-Liga-Saison 1956 kam Richter in den 26 ausgetragenen Punktspielen bereits auf elf Nominierungen. In den Spielzeiten 1957 (22 Einsätze) und 1958 (20) war Richter bereits Stammtorwart der BSG Chemie. Dieser gelang 1958 der Aufstieg in die DDR-Oberliga. Dort war Richter für die Saison 1959 wieder als erster Torwart vorgesehen und bestritt anfangs auch fünf Oberligaspiele. Bei seinem fünften Einsatz verletzte er sich so schwer, dass er in der Hinrunde nur noch zweimal als Einwechsler aufgeboten werden konnte. Anschließend beendete Lothar Richter mit 24 Jahren seine Laufbahn im Spitzenfußball. Von 1955 bis 1959 war er in den fünf Spielzeiten mit 117 Punktspielen auf 64 Einsätze gekommen.